# Europese Erfgoedlijst

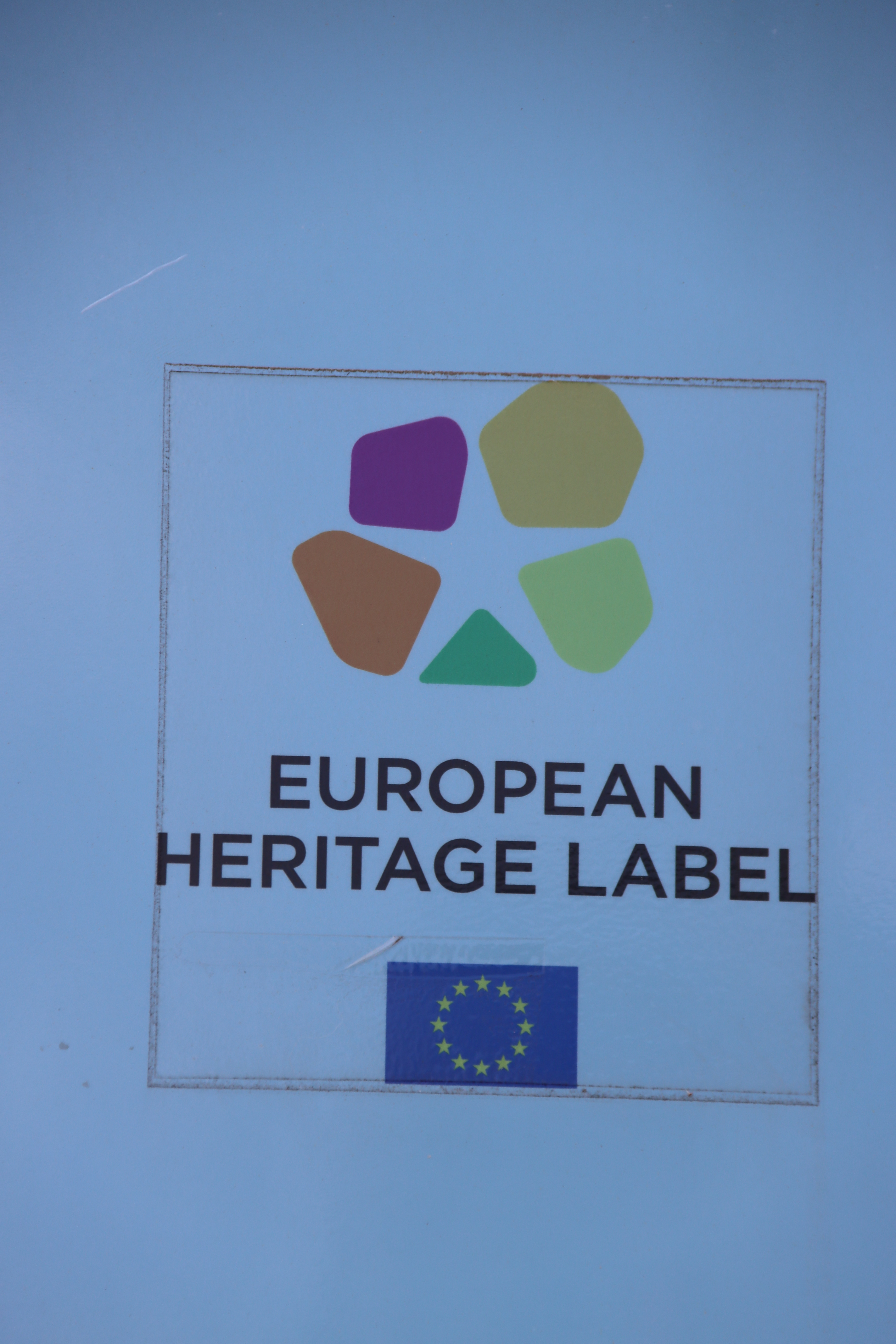
Europees Erfgoedlabel in Leipzig

Europees Erfgoedlabel

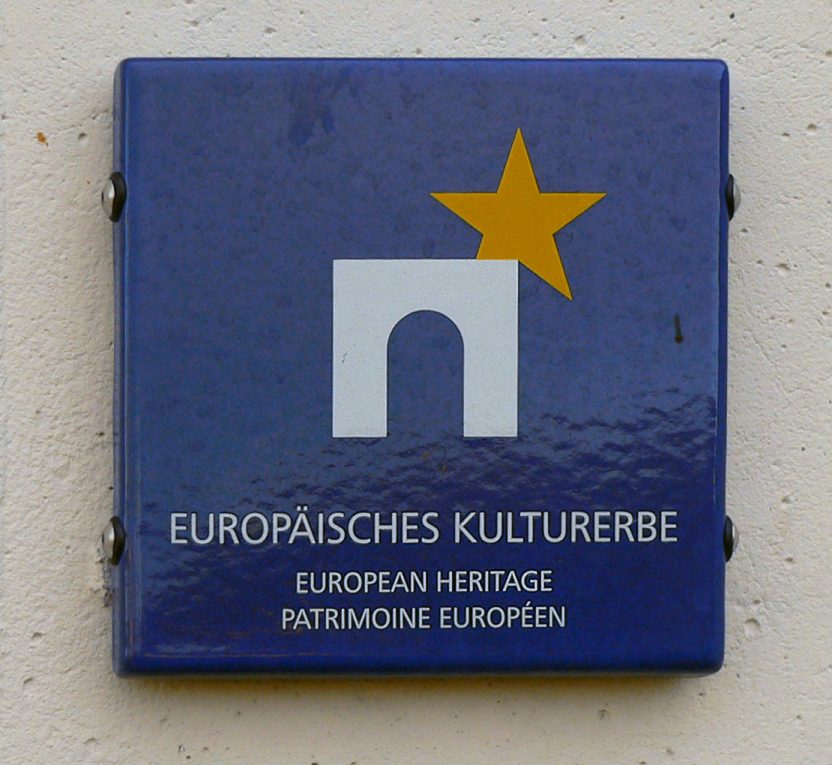
Symbool van Europees Erfgoed (tot 2011) bevestigd aan de Gedenkstätte Deutsche Teilung Marienborn

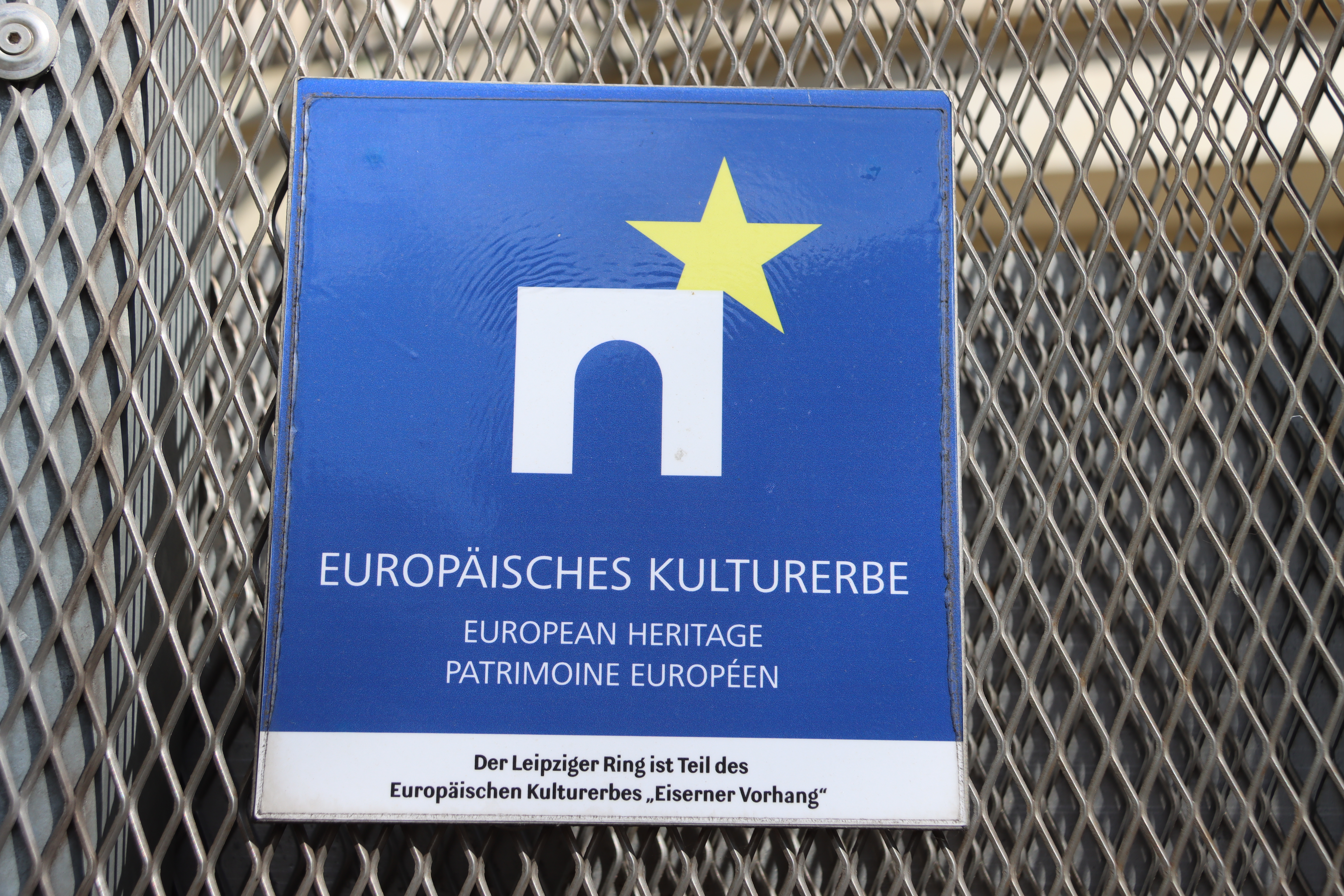
Symbool van Europees Erfgoed (tot 2011) bevestigd aan het Gedenkstätte Museum in der Runden Ecke

Op de Europese Erfgoedlijst staan gebouwen en fenomenen die als Europees erfgoed zijn aan te merken omdat ze belangrijk zijn (geweest) voor de Europese geschiedenis en de eenwording van de Europese Unie.
Op 9 maart 2010 heeft de Europese Commissie voorgesteld een Europese Erfgoedlijst op te stellen. De bedoeling is dat ieder land zelf gebouwen of andere voorbeelden van cultureel erfgoed voordraagt. In 2011 is een richtlijn uitgevaardigd, waarin criteria en procedures zijn vastgelegd. Onder meer de volgende voorstellen zijn goedgekeurd:

## Europese Erfgoedlijst tot 2011[1]
| Land        | Beschrijving | Foto                                     | Opmerkingen                                                                                       |
| ----------- | --- | ---------------------------------------- | ------------------------------------------------------------------------------------------------- |
| België      | Paleis van de Prins-bisschoppen van Luik Pottenbakkerijmuseum te Raeren (Duitstalige Gemeenschap) Archeologische site Ename Archeologische site van het Paleis op de Koudenberg | Ename                                    |                                                                                                   |
| Bulgarije   | Archeologische site van Debelt Monument voor Vasil Levski Historische stad Roese Muziekcentrum Boris Christoff | Museum in Roese                          |                                                                                                   |
| Cyprus      | Fortificaties van Nicosia Kasteel Kolossi Kourion site Zes kerken met Byzantijnse en post-Byzantijnse fresco's, Troodos | Kolossi                                  |                                                                                                   |
| Duitsland   | Netwerk van locaties van het IJzeren Gordijn: Cecilienhof, Nikolaikirche in Leipzig, Glienicker Brücke, Gedenkstätte Deutsche Teilung Marienborn, Deutsch-Deutsches Museum Mödlareuth, Erinnerungsstätte Notaufnahmelager Marienfelde, Gedenkstätte Berliner Mauer, Grenzlandmuseum Eichsfeld, Innerstadtring, Gedenkstätte Museum in der Runden Ecke, Gedenkstätte Point Alpha en Villa Schöningen Netwerk van locaties van de Reformatie (20 locaties): o.a. Kirche St. Michael in Schwäbisch Hall, (Altstadt) Eisleben, (Altstadt) Wittenberg en Mansfeld | Gedenkstätte Deutsche Teilung Marienborn |                                                                                                   |
| Frankrijk   | Abdij van Cluny Huis van Robert Schuman bij Metz Binnenplaats van het pauselijk paleis te Avignon | Pauselijk Paleis                         | Schuman was een van de grondleggers van de Europese Unie ( [dode link] Foto van zijn huis)        |
| Griekenland | Akropolis, Athene Paleis van Knossos Archeologische site van Poliochne Byzantijnse site van Monemvasia | Knossos                                  |                                                                                                   |
| Hongarije   | Koninklijk kasteel van Esztergom Fort Szigetvár Het Protestantse college en de Grote Kerk te Debrecen Koninklijk Paleis te Visegrád | Visegrád                                 |                                                                                                   |
| Italië      | Geboorteplaatsen van Rossini, Puccini en Verdi Geboorteplaats van Alcide de Gasperi Eiland Ventotene Piazza del Campidoglio, Rome | P. del Campidoglio                       |                                                                                                   |
| Letland     | Historisch centrum van Riga Rundālepaleis Stad Kuldīga |                                          |                                                                                                   |
| Litouwen    | Werken van Mikalojus Konstantinas Čiurlionis Historisch centrum van Kaunas Regio Žemaitija (laagland) en de Kruisenheuvel Museum van de genocideslachtoffers (1940-41) te Vilnius |                                          |                                                                                                   |
| Malta       | Catacomben van Sint-Paul in Rabat |                                          |                                                                                                   |
| Polen       | Scheepswerven van Gdańsk Lechheuvel te Gniezno (kathedraal, kerk, paleizen, museum) Stanislaus-en-Wenceslauskathedraal, Krakau Stad Lublin | Gniezno                                  | Op deze scheepswerf kwamen in 1980 de eerste arbeiders in opstand kwamen tegen het Sovjet regime. |
| Portugal    | Kathedraal van Braga Jezusklooster te Setúbal Algemene bibliotheek van de Universiteit van Coimbra Afschaffing van de doodstraf | Braga                                    | Jezusklooster                                                                                     |
| Roemenië    | Archeologische site van Istrië Cantacuzinopaleis te Boekarest Roemeens Atheneum te Boekarest Brâncuşipark te Târgu Jiu |                                          |                                                                                                   |
| Slovenië    | Gedachteniskerk van de Heilige Geest te Javorca Franjaziekenhuis te Dolenji Novaki Žalekerkhof te Ljubljana |                                          |                                                                                                   |
| Slowakije   | Preromaanse kerkarchitectuur, Sint-Margaretha-van-Antiochiëkerk, Kopčany Kasteel Červený Kameň in Častá Grafheuvel van generaal Milan Rastislav Štefánik te Brezová pod Bradlom Mincovňa Kremnica | Grafheuvel                               |                                                                                                   |
| Spanje      | Archieven van het Koninkrijk Aragon Koninklijk klooster, Cuacos de Yuste Cabo Finisterre Studentenhuis, Madrid | Fisterra                                 |                                                                                                   |
| Tsjechië    | Slot Kynžvart Zlín, de stad van Tomáš Baťa Vítkovicekolenmijn te Ostrava Antonín Dvořák Museum in Vysoká u Příbramě |                                          |                                                                                                   |
| Zwitserland | Saint-Pierre te Genève Kasteel in La Sarraz Sankt Gotthardhospitium |                                          |                                                                                                   |

## Europese Erfgoedlijst sinds 2011[5]
| Site                                                                                     | Plaats                                     | Land        | Sinds | Opmerkingen |
| ---------------------------------------------------------------------------------------- | ------------------------------------------ | ----------- | ----- | --- |
| De Grote Gildehal                                                                        | Tallinn                                    | Estland     | 2013  | |
| Het Vredespaleis                                                                         | Den Haag                                   | Nederland   | 2013  | |
| Kamp Westerbork                                                                          | Hooghalen, Midden-Drenthe                  | Nederland   | 2013  | |
| Archeologisch park Carnuntum                                                             | Neder-Oostenrijk                           | Oostenrijk  | 2013  | |
| Slot Hambach                                                                             | Neustadt an der Weinstraße                 | Duitsland   | 2014  | |
| Vrede van Westfalen                                                                      | Münster                                    | Duitsland   | 2014  | Samen met Vrede van Westfalen: Osnabrück |
| Vrede van Westfalen                                                                      | Osnabrück                                  | Duitsland   | 2014  | Samen met Vrede van Westfalen: Münster |
| Centrum van het oude Athene                                                              | Athene                                     | Griekenland | 2014  | |
| Algemeen Archief van de Kroon van Aragon                                                 | Barcelona                                  | Spanje      | 2014  | |
| Studentenwoningen                                                                        | Madrid                                     | Spanje      | 2014  | |
| Abdij van Cluny                                                                          | Cluny                                      | Frankrijk   | 2014  | Stond ook op de oorspronkelijke lijst |
| Het huis van Robert Schuman                                                              | Scy-Chazelles                              | Frankrijk   | 2014  | Stond als Huis van Robert Schuman bij Metz ook op de oorspronkelijke lijst                                                                                 |
| Gedenkpark van de Pan-Europese picknick                                                  | Sopron                                     | Hongarije   | 2014  | |
| Museum Huis van De Gasperi                                                               | Pieve Tesino                               | Italië      | 2014  | Stond als Geboorteplaats van Alcide de Gasperi ook op de oorspronkelijke lijst                                                                             |
| Het Kaunas van 1919-1940                                                                 | Kaunas                                     | Litouwen    | 2014  | Stond als Historisch centrum van Kaunas ook op de oorspronkelijke lijst                                                                                    |
| Historische scheepswerf van Gdańsk                                                       | Gdańsk                                     | Polen       | 2014  | Stond als Scheepswerven van Gdańsk ook op de oorspronkelijke lijst                                                                                         |
| Unie van Lublin                                                                          | Lublin                                     | Polen       | 2014  | Stond als Stad Lublin ook op de oorspronkelijke lijst |
| De Poolse Grondwet van 3 mei 1791                                                        | Warschau                                   | Polen       | 2014  | |
| Wet voor de afschaffing van de doodstraf                                                 | Lissabon                                   | Portugal    | 2014  | Stond als Afschaffing van de doodstraf ook op de oorspronkelijke lijst                                                                                     |
| De algemene bibliotheek van de Universiteit van Coimbra                                  | Coimbra                                    | Portugal    | 2014  | Stond ook op de oorspronkelijke lijst |
| Partizanenziekenhuis Franja                                                              | Dolenji Novaki, Cerkno                     | Slovenië    | 2014  | Stond als Franja-ziekenhuis te Dolenji Novaki ook op de oorspronkelijke lijst                                                                              |
| Neanderthalervindplaats van Krapina                                                      | Krapina                                    | Kroatië     | 2015  | |
| De burcht van Olomouc en het Arcidiecézní muzeum                                         | Olomouc                                    | Tsjechië    | 2015  | |
| Ponta de Sagres                                                                          | Sagres                                     | Portugal    | 2015  | |
| Het keizerlijke paleis van Wenen                                                         | Wenen                                      | Oostenrijk  | 2015  | |
| Historische gebouwen van de Universiteit van Tartu                                       | Tartu                                      | Estland     | 2015  | |
| De Franz Liszt-Muziekacademie                                                            | Boedapest                                  | Hongarije   | 2015  | |
| Mundaneum                                                                                | Bergen                                     | België      | 2015  | |
| Militaire begraafplaats nr. 123 – Łużna-Pustki                                           | Łużna, Łużna                               | Polen       | 2015  | |
| De Europese instituten in Straatsburg                                                    | Straatsburg                                | Frankrijk   | 2015  | |
| Muzikale erfgoedlocaties in Leipzig: Thomaskirche met het Thomanerchor                   | Leipzig                                    | Duitsland   | 2017  | Samen met andere Muzikale erfgoedlocaties in Leipzig |
| Muzikale erfgoedlocaties in Leipzig: Nikolaikirche                                       | Leipzig                                    | Duitsland   | 2017  | Samen met andere Muzikale erfgoedlocaties in Leipzig, stond als onderdeel van Netwerk van locaties van het IJzeren Gordijn ook op de oorspronkelijke lijst |
| Muzikale erfgoedlocaties in Leipzig: Alte Nikolaischule                                  | Leipzig                                    | Duitsland   | 2017  | Samen met andere Muzikale erfgoedlocaties in Leipzig |
| Muzikale erfgoedlocaties in Leipzig: Bach-Archiv im Bosehaus                             | Leipzig                                    | Duitsland   | 2017  | Samen met andere Muzikale erfgoedlocaties in Leipzig |
| Muzikale erfgoedlocaties in Leipzig: Felix Mendelssohnschool voor Muziek en Theater      | Leipzig                                    | Duitsland   | 2017  | Samen met andere Muzikale erfgoedlocaties in Leipzig |
| Muzikale erfgoedlocaties in Leipzig: Mendelssohn-Haus                                    | Leipzig                                    | Duitsland   | 2017  | Samen met andere Muzikale erfgoedlocaties in Leipzig |
| Muzikale erfgoedlocaties in Leipzig: Schumann-Haus                                       | Leipzig                                    | Duitsland   | 2017  | Samen met andere Muzikale erfgoedlocaties in Leipzig |
| Muzikale erfgoedlocaties in Leipzig: Verlagshaus C. F. Peters met Grieg-Begegnungsstätte | Leipzig                                    | Duitsland   | 2017  | Samen met andere Muzikale erfgoedlocaties in Leipzig |
| Muzikale erfgoedlocaties in Leipzig: Gewandhaus                                          | Leipzig                                    | Duitsland   | 2017  | Samen met andere Muzikale erfgoedlocaties in Leipzig |
| De Grote Synagoge van Boedapest                                                          | Boedapest                                  | Hongarije   | 2017  | |
| Fort Cadine                                                                              | Trente                                     | Italië      | 2017  | |
| Kerk van de Heilige Geest, Javorca                                                       | Zatolmin, Tolmin                           | Slovenië    | 2017  | Stond als Gedachteniskerk van de Heilige Geest te Javorca ook op de oorspronkelijke lijst                                                                  |
| Het voormalige Concentratiekamp Natzweiler-Struthof en de bijbehorende nevenkampen       | Elzas                                      | Frankrijk   | 2017  | Samen met Het voormalige Concentratiekamp Natzweiler-Struthof en de bijbehorende nevenkampen: Moselle en Baden-Württemberg                                 |
| Het voormalige Concentratiekamp Natzweiler-Struthof en de bijbehorende nevenkampen       | Moselle                                    | Frankrijk   | 2017  | Samen met Het voormalige Concentratiekamp Natzweiler-Struthof en de bijbehorende nevenkampen: Elzas en Baden-Württemberg                                   |
| Het voormalige Concentratiekamp Natzweiler-Struthof en de bijbehorende nevenkampen       | Baden-Württemberg                          | Duitsland   | 2017  | Samen met Het voormalige Concentratiekamp Natzweiler-Struthof en de bijbehorende nevenkampen: Elzas en Moselle                                             |
| Herdenkplaats voor de slachtoffers van het communisme en het verzet                      | Sighetu Marmației                          | Roemenië    | 2017  | |
| Bois du Cazier                                                                           | Marcinelle, Charleroi                      | België      | 2017  | |
| Het dorp Schengen, bekend van de Verdragen van Schengen                                  | Schengen                                   | Luxemburg   | 2017  | |
| Het Verdrag van Maastricht                                                               | Maastricht                                 | Nederland   | 2017  | |
| Archeologische vondsten in Ostia Antica                                                  | Ostia, Rome                                | Italië      | 2019  | |
| Onderwater cultuurerfgoed van de Azoren                                                  | Azoren                                     | Portugal    | 2019  | |
| Koloniën van Weldadigheid: Wortel-Kolonie                                                | Wortel, Hoogstraten                        | België      | 2019  | Samen met de andere Koloniën van Weldadigheid |
| Koloniën van Weldadigheid: Merksplas-Kolonie                                             | Merksplas                                  | België      | 2019  | Samen met de andere Koloniën van Weldadigheid |
| Koloniën van Weldadigheid: Frederiksoord                                                 | Frederiksoord, Westerveld                  | Nederland   | 2019  | Samen met de andere Koloniën van Weldadigheid |
| Koloniën van Weldadigheid: Wilhelminaoord                                                | Wilhelminaoord, Westerveld                 | Nederland   | 2019  | Samen met de andere Koloniën van Weldadigheid |
| Koloniën van Weldadigheid: Veenhuizen                                                    | Veenhuizen, Noordenveld                    | Nederland   | 2019  | Samen met de andere Koloniën van Weldadigheid |
| Koloniën van Weldadigheid: Willemsoord                                                   | Willemsoord, Steenwijkerland               | Nederland   | 2019  | Samen met de andere Koloniën van Weldadigheid |
| Koloniën van Weldadigheid: Ommerschans                                                   | Ommerschans, Ommen                         | Nederland   | 2019  | Samen met de andere Koloniën van Weldadigheid |
| Het levend erfgoed van Szentendre                                                        | Szentendre                                 | Hongarije   | 2019  | |
| Slot Kynžvart, plaats van diplomatieke bijeenkomsten                                     | Lázně Kynžvart                             | Tsjechië    | 2019  | Stond als Kasteel Kynžvart ook op de oorspronkelijke lijst                                                                                                 |
| Herdenkplaats in Łambinowice                                                             | Łambinowice                                | Polen       | 2019  | |
| Zdravljica, de boodschap van de Europese "lente van de volkeren"                         | –                                          | Slovenië    | 2019  | |
| Werkbundwijken in Europa: Kolonie Nový dům                                               | Brno                                       | Tsjechië    | 2019  | Samen met de andere Werkbundwijken in Europa |
| Werkbundwijken in Europa: Osada Baba                                                     | Praag                                      | Tsjechië    | 2019  | Samen met de andere Werkbundwijken in Europa |
| Werkbundwijken in Europa: Weißenhofsiedlung                                              | Stuttgart                                  | Duitsland   | 2019  | Samen met de andere Werkbundwijken in Europa |
| Werkbundwijken in Europa: Werkbundsiedlung Wenen                                         | Wenen                                      | Oostenrijk  | 2019  | Samen met de andere Werkbundwijken in Europa |
| Werkbundwijken in Europa: WuWa                                                           | Wrocław                                    | Polen       | 2019  | Samen met de andere Werkbundwijken in Europa |
| Monument in Le Chambon-sur-Lignon                                                        | Le Chambon-sur-Lignon                      | Frankrijk   | 2019  | |
| Drie broers                                                                              | Riga                                       | Letland     | 2019  | |
| Museum van de Vučedolcultuur en archeologische site                                      | Vukovar                                    | Kroatië     | 2021  | |
| Archeologische site van Nemea                                                            | Nemea                                      | Griekenland | 2021  | |
| Thracische kunst in de oostelijke Rhodopen: Aleksandrovo graf                            | Aleksandrovo, Chaskovo                     | Bulgarije   | 2021  | |
| Mijnpark Almadén                                                                         | Almadén                                    | Spanje      | 2021  | |
| Het erfgoed van Sint Willibrord                                                          | Echternach                                 | Luxemburg   | 2021  | |
| Historische centrum van Turaida                                                          | Sigulda                                    | Letland     | 2021  | |
| Middeleeuwse muurschildering in de regio's Gemer en Malohont: kerk in Koceľovce          | Koceľovce                                  | Slowakije   | 2021  | Samen met andere Middeleeuwse muurschildering in de regio's Gemer en Malohont                                                                              |
| Middeleeuwse muurschildering in de regio's Gemer en Malohont: kerk in Ochtiná            | Ochtiná                                    | Slowakije   | 2021  | Samen met andere Middeleeuwse muurschildering in de regio's Gemer en Malohont                                                                              |
| Middeleeuwse muurschildering in de regio's Gemer en Malohont: kerk in Štítnik            | Štítnik                                    | Slowakije   | 2021  | Samen met andere Middeleeuwse muurschildering in de regio's Gemer en Malohont                                                                              |
| Middeleeuwse muurschildering in de regio's Gemer en Malohont: kerk in Kameňany           | Kameňany                                   | Slowakije   | 2021  | Samen met andere Middeleeuwse muurschildering in de regio's Gemer en Malohont                                                                              |
| Middeleeuwse muurschildering in de regio's Gemer en Malohont: kerk in Kraskovo           | Kraskovo                                   | Slowakije   | 2021  | Samen met andere Middeleeuwse muurschildering in de regio's Gemer en Malohont                                                                              |
| Middeleeuwse muurschildering in de regio's Gemer en Malohont: kerk in Kyjatice           | Kyjatice                                   | Slowakije   | 2021  | Samen met andere Middeleeuwse muurschildering in de regio's Gemer en Malohont                                                                              |
| Middeleeuwse muurschildering in de regio's Gemer en Malohont: kerk in Rimavská Baňa      | Rimavská Baňa                              | Slowakije   | 2021  | Samen met andere Middeleeuwse muurschildering in de regio's Gemer en Malohont                                                                              |
| Middeleeuwse muurschildering in de regio's Gemer en Malohont: kerk in Rimavské Brezovo   | Rimavské Brezovo                           | Slowakije   | 2021  | Samen met andere Middeleeuwse muurschildering in de regio's Gemer en Malohont                                                                              |
| Middeleeuwse muurschildering in de regio's Gemer en Malohont: kerk in Chyžné             | Chyžné                                     | Slowakije   | 2021  | Samen met andere Middeleeuwse muurschildering in de regio's Gemer en Malohont                                                                              |
| Middeleeuwse muurschildering in de regio's Gemer en Malohont: kerk in Rákoš              | Rákoš                                      | Slowakije   | 2021  | Samen met andere Middeleeuwse muurschildering in de regio's Gemer en Malohont                                                                              |
| Middeleeuwse muurschildering in de regio's Gemer en Malohont: kerk in Šivetice           | Šivetice                                   | Slowakije   | 2021  | Samen met andere Middeleeuwse muurschildering in de regio's Gemer en Malohont                                                                              |
| Middeleeuwse muurschildering in de regio's Gemer en Malohont: kerk in Plešivec           | Plešivec                                   | Slowakije   | 2021  | Samen met andere Middeleeuwse muurschildering in de regio's Gemer en Malohont                                                                              |
| De Oderbruch                                                                             | Brandenburg                                | Duitsland   | 2021  | |
| Paleis van de Europese Commissie van de Donau                                            | Galaţi                                     | Roemenië    | 2021  | |
| Seminaarinmäki campus                                                                    | Jyväskylä                                  | Finland     | 2021  | |
| Ventotene                                                                                | Ventotene                                  | Italië      | 2021  | Stond als Eiland Ventotene ook op de oorspronkelijke lijst                                                                                                 |
| MigratieMuseumMigration                                                                  | Sint-Jans-Molenbeek, Brussel               | België      | 2021  | |
| Museum Ons' Lieve Heer op Solder                                                         | Amsterdam                                  | Nederland   | 2023  | |
| Wandelpad Cisterscapes: Abdij Altenberg                                                  | Altenberg, Odenthal                        | Duitsland   | 2023  | Samen met andere Wandelpad Cisterscapes |
| Wandelpad Cisterscapes: Klooster Bronnback                                               | Bronnbach, Wertheim am Main                | Duitsland   | 2023  | Samen met andere Wandelpad Cisterscapes |
| Wandelpad Cisterscapes: Abdij Ebrach                                                     | Ebrach                                     | Duitsland   | 2023  | Samen met andere Wandelpad Cisterscapes |
| Wandelpad Cisterscapes: Klooster Langheim                                                | Klosterlangheim, Lichtenfels               | Duitsland   | 2023  | Samen met andere Wandelpad Cisterscapes |
| Wandelpad Cisterscapes: Klooster Kostanjevica                                            | Kostanjevica na Krki, Kostanjevica na Krki | Slovenië    | 2023  | Samen met andere Wandelpad Cisterscapes |
| Wandelpad Cisterscapes: Klooster Loccum                                                  | Loccum, Rehburg-Loccum                     | Duitsland   | 2023  | Samen met andere Wandelpad Cisterscapes |
| Wandelpad Cisterscapes: Abdij van Maulbronn                                              | Maulbronn                                  | Duitsland   | 2023  | Samen met andere Wandelpad Cisterscapes |
| Wandelpad Cisterscapes: Klooster Pforte                                                  | Schulpforte, Naumburg                      | Duitsland   | 2023  | Samen met andere Wandelpad Cisterscapes |
| Wandelpad Cisterscapes: Klooster Plasy                                                   | Plasy                                      | Tsjechië    | 2023  | Samen met andere Wandelpad Cisterscapes |
| Wandelpad Cisterscapes: Stift Rein                                                       | Rein, Gratwein-Straßengel                  | Oostenrijk  | 2023  | Samen met andere Wandelpad Cisterscapes |
| Wandelpad Cisterscapes: Klooster Stična                                                  | Stična, Ivančna Gorica                     | Slovenië    | 2023  | Samen met andere Wandelpad Cisterscapes |
| Wandelpad Cisterscapes: Klooster van Velehrad                                            | Velehrad                                   | Tsjechië    | 2023  | Samen met andere Wandelpad Cisterscapes |
| Wandelpad Cisterscapes: Klooster van Vyšší Brod                                          | Vyšší Brod                                 | Tsjechië    | 2023  | Samen met andere Wandelpad Cisterscapes |
| Wandelpad Cisterscapes: Klooster Łekno                                                   | Łekno, Wągrowiec                           | Polen       | 2023  | Samen met andere Wandelpad Cisterscapes |
| Wandelpad Cisterscapes: Abdij van Waldsassen                                             | Waldsassen                                 | Duitsland   | 2023  | Samen met andere Wandelpad Cisterscapes |
| Wandelpad Cisterscapes: Klooster Žďár nad Sázavou                                        | Žďár nad Sázavou                           | Tsjechië    | 2023  | Samen met andere Wandelpad Cisterscapes |
| Wandelpad Cisterscapes: Stift Zwettl                                                     | Zwettl                                     | Oostenrijk  | 2023  | Samen met andere Wandelpad Cisterscapes |
| Klooster van San Jerónimo                                                                | Cuacos de Yuste                            | Spanje      | 2023  | Stond als Koninklijk klooster ook op de oorspronkelijke lijst                                                                                              |
| Koninklijk Poppentheater Toone                                                           | Brussel                                    | België      | 2023  | |
| Kalevala                                                                                 | –                                          | Finland     | 2023  | |
| Roemeens Atheneum                                                                        | Boekarest                                  | Roemenië    | 2023  | Stond ook op de oorspronkelijke lijst |
| Sant'Anna di Stazzema                                                                    | Stazzema                                   | Italië      | 2023  | |